# Марія Луїза Кашніц
Марія Луїза Кашніц (уроджена Marie Luise von Holzing-Berslett; 31 січня 1901 — 10 жовтня 1974 року) — німецька новелістка, прозаїк, есеїстка і поетеса. Вона вважається однією з провідних післявоєнних німецьких поетів.

## Біографія
Народилася в Карлсруе. Вона вийшла заміж за археолога Гвідо Барон фон Кашніц-Вайнберга в 1925 році, і їздила з ним в археологічні експедиції.
ЇЇ оповідання, які були натхненні подіями з життя і доповнені особистими спогадами, отримували схвальні відгуки. Ці історії були зібрані книги, такі як Орте і Engelsbrücke. Їй дуже подобалося подорожувати, і в своїх казках вона використовувала місця, які бачила. ЇЇ оповідання є вдумливі, а не насичені подіями, часто описують певні етапах життя жінки або стосунки. Її основна збірка — Lange Schatten  («Довгі тіні»). Її улюбленою історією була «Das dicke Kind» (1961).
Її післявоєнний збірник есе Menschen und Dinge (1945) забезпечила їй репутацію в Німеччині. Її вірші присвячені війні та ранньому післявоєнному періоду, часто висловлюючи сум за мирним минулим, але також надію на майбутнє. Збірка Dein Schweigen — meine Stimme присвячена її почуттям після  смерті чоловіка. Після 1960 року вона опинилась під впливом Пабло Неруди.
Викладала поетику в Франкфуртському університеті. Вона була членом ПЕН. Вона отримала безліч нагород, включно з премією Георга Бюхнера в 1955 році і премією Росвіти в 1973 році. Вона померла у 73-річному віці в Римі. На її честь названа премія.

## Твори
- Liebe beginnt (1988) — роман
- Elissa (1988) — роман
- Griechische Mythen (1988) — міфи Давньої Греції
- Menschen und Dinge 1988. Zwölf Essays (1988) — есе
- Gedichte (1947) — поезія
- Totentanz und Gedichte zur Zeit (1947) — п'єса і поезія
- Gustave Courbet. Roman eines Malerlebens (also: Die Wahrheit, nicht der Traum) (1950) — роман
- Zukunftsmusik (1950) — поезія
- Ewige Stadt (1952) — поезія про Рим
- Das dicke Kind (1952) — оповідання
- Engelsbrücke. Römische Betrachtungen (1955) — роздуми
- Das Haus der Kindheit (1956) — роман
- Der Zöllner Matthäus (1956) — радіо вистава (сценарій)
- Lange Schatten (1960) — оповідання
- Ein Gartenfest (1961) — радіо вистава (сценарій)
- Dein Schweigen — meine Stimme (1962) — поезія
- Hörspiele (1962) — радіо вистава
- Einer von zweien (1962)
- Wohin denn ich: Aufzeichnungen (1963) — роздуми
- Überallnie (1965) — sвибрані поезії
- Ein Wort weiter (1965) — поезія
- Ferngespräche (1966) — оповідання
- Beschreibung eines Dorfes (1966) — експериментальний роман
- Tage, Tage, Jahre (1968) — роздуми
- Vogel Rock. Unheimliche Geschichten (1969) — історії
- Steht noch dahin (1970) — автобіографічні роздуми
- Zwischen Immer und Nie. Gestalten und Themen der Dichtung (1971) — есе про поезію
- Gespräche im All (1971) — радіо п'єса
- Eisbären (1972) — вибрані оповідання
- Kein Zauberspruch (1972) — поезія 1962—1972 років
- Gesang vom Menschenleben (1974) — поезія
- Florens. Eichendorffs Jugend (1974)
- Der alte Garten. Ein modernes Märchen (1975)
- Orte (1975) — автобіографічні роздуми
- Die drei Wanderer (1980) — балада
- Jennifers Träume. Unheimliche Geschichten (1984) — оповідання
- Notizen der Hoffnung (1984) — есе
- Orte und Menschen (1986) — роздуми, посмертно
- Menschen und Dinge (1986) — роздуми, посмертно
- Liebesgeschichten (ed. E. Borchers) (1986) — любовні історії
- Tagebücher aus den Jahren 1936—1966 (2000) — щоденники